# Episodi di Lawman (terza stagione)
La terza stagione della serie televisiva Lawman è andata in onda negli Stati Uniti dal 18 settembre 1960 all'11 giugno 1961 sulla ABC.
| nº | Titolo originale          | Prima TV USA      |
| -- | ------------------------- | ----------------- |
| 1  | The Town Boys             | 18 settembre 1960 |
| 2  | The Go-Between            | 26 settembre 1960 |
| 3  | The Mad Bunch             | 2 ottobre 1960    |
| 4  | The Old War Horse         | 9 ottobre 1960    |
| 5  | Return of Owny O'Reilly   | 16 ottobre 1960   |
| 6  | Yawkey                    | 23 ottobre 1960   |
| 7  | Dilemma                   | 30 ottobre 1960   |
| 8  | The Post                  | 6 novembre 1960   |
| 9  | Chantay                   | 13 novembre 1960  |
| 10 | Samson the Great          | 20 novembre 1960  |
| 11 | Second Son                | 27 novembre 1960  |
| 12 | The Catcher               | 4 dicembre 1960   |
| 13 | Cornered                  | 11 dicembre 1960  |
| 14 | Escape of Joe Kilmer      | 18 dicembre 1960  |
| 15 | Old Stefano               | 25 dicembre 1960  |
| 16 | The Robbery               | 1º gennaio 1961   |
| 17 | Firehouse Lil             | 8 gennaio 1961    |
| 18 | The Frame-Up              | 15 gennaio 1961   |
| 19 | Marked Man                | 22 gennaio 1961   |
| 20 | The Squatters             | 29 gennaio 1961   |
| 21 | Homecoming                | 5 febbraio 1961   |
| 22 | Hassayampa                | 12 febbraio 1961  |
| 23 | The Promoter              | 19 febbraio 1961  |
| 24 | Detweiler's Kid           | 26 febbraio 1961  |
| 25 | The Inheritance           | 5 marzo 1961      |
| 26 | Blue Boss and Willie Shay | 12 marzo 1961     |
| 27 | The Man from New York     | 19 marzo 1961     |
| 28 | Mark of Cain              | 26 marzo 1961     |
| 29 | Fugitive                  | 2 aprile 1961     |
| 30 | The Persecuted            | 9 aprile 1961     |
| 31 | The Grubstake             | 16 aprile 1961    |
| 32 | Whiphand                  | 23 aprile 1961    |
| 33 | The Threat                | 30 aprile 1961    |
| 34 | The Trial                 | 7 maggio 1961     |
| 35 | Blind Hate                | 14 maggio 1961    |
| 36 | The Break-In              | 21 maggio 1961    |
| 37 | Conditional Surrender     | 28 maggio 1961    |
| 38 | Cold Fear                 | 4 giugno 1961     |
| 39 | The Promise               | 11 giugno 1961    |

## The Town Boys
- Prima televisiva: 18 settembre 1960
- Diretto da: Robert Sparr
- Soggetto di: Jules Schermer

### Trama
- Guest star: Tommy Rettig (Dean Bailey), Richard Evans (Pete Goff), Hank Patterson (Harrison Lester), Dick Rich (Matt Hodges), Terry Rangno (Herbie), Rickie Sorensen (Chuck), Phil Chambers (Sam Jowett)

## The Go-Between
- Prima televisiva: 26 settembre 1960
- Diretto da: Stuart Heisler
- Soggetto di: Jules Schermer

### Trama
- Guest star: Paul Comi (Cole Reese), Tom Gilson (Charlie Dane), Larry J. Blake (Jennings), Lane Bradford (Link Barker), Charles Fredericks (Kelly), Gary Conway (Sam Carter)

## The Mad Bunch
- Prima televisiva: 2 ottobre 1960
- Diretto da: Robert Sparr
- Scritto da: Ric Hardman

### Trama
- Guest star: Edd Byrnes (Joe Knox), Asa Maynor (Dory (Dora Terry), Harry Antrim (Doc Shea), Frank Ferguson (zio Ben), Jack Hogan (DukeJanks), Nick Dennis (Skitter), James Noah (Bob Terry), Fred Crane (Larrabee)

## The Old War Horse
- Prima televisiva: 9 ottobre 1960
- Diretto da: Robert Sparr
- Scritto da: Ric Hardman

### Trama
- Guest star: Lee Patrick (Bess Harper), Arch Johnson (Jason McQuade), Vinton Hayworth (Oren Slauson), Dan Sheridan (Jake), Grady Sutton (Stiles), Jim Hayward (uomo), Charles Alvin Bell (uomo)

## Return of Owny O'Reilly
- Prima televisiva: 16 ottobre 1960
- Diretto da: Stuart Heisler
- Scritto da: Ric Hardman

### Trama
- Guest star: Joel Grey (Owny O'Reilly), Lee Van Cleef (scagnozzo di Jack Sanders), William Fawcett (Mr. Jenkins), Bill Coontz (Ed Wrangel), Fred Carson (cittadino)

## Yawkey
- Prima televisiva: 23 ottobre 1960
- Diretto da: Stuart Heisler
- Scritto da: Richard Matheson

### Trama
- Guest star: Ray Danton (Yawkey), Dan Sheridan (Jake), David McMahon (Thompson), Johnny Eimen (Young Boy), Martin Eric (George Birdwell), Ben Erway (Waterman), George Selk (editore), Mina Vaughn (Dolores), Sailor Vincent (Jim Foster)

## Dilemma
- Prima televisiva: 30 ottobre 1960
- Diretto da: Robert B. Sinclair
- Scritto da: William F. Leicester

### Trama
- Guest star: Tom Drake (dottor Sam Burbage), John Beradino (Walt Carmody), James Anderson (Harry Carmody), Harry Antrim (Doc Shea), Percy Helton (Ellery Purvy), John McCann (Fen Carmody)

## The Post
- Prima televisiva: 6 novembre 1960
- Diretto da: Marc Lawrence
- Scritto da: Ric Hardman

### Trama
- Guest star: Don Megowan (Rafe Curry), Bernard Fein (sceriffo Sabin), Saundra Edwards (Leora)

## Chantay
- Prima televisiva: 13 novembre 1960
- Diretto da: Robert B. Sinclair
- Scritto da: Ric Hardman

### Trama
- Guest star: Sharon Hugueny (Chantay), Dean Fredericks (Great Bear), Milton Parsons (Grimshaw), Dan Sheridan (Jake), Jan Arvan (capitano Weil), Edith Leslie (Mrs. Grimshaw), Barbara Luddy (Mrs. Gaddis), Stella Garcia (Indian Girl)

## Samson the Great
- Prima televisiva: 20 novembre 1960
- Diretto da: Stuart Heisler
- Scritto da: Richard Matheson

### Trama
- Guest star: Walter Burke (Jimmy Fresco), Mickey Simpson (Samson the Great (Frank Simpson), Dan Sheridan (Jake), Charles Horvath (Pat Cassidy), Mina Vaughn (Dolores)

## Second Son
- Prima televisiva: 27 novembre 1960
- Diretto da: Robert B. Sinclair
- Scritto da: Ric Hardman

### Trama
- Guest star: Harry Shannon (Carl May), Kim Charney (Charlie May), Warren Oates (Al May), Harry Cheshire (giudice Trager), Fred Crane (avvocato)

## The Catcher
- Prima televisiva: 4 dicembre 1960
- Diretto da: Marc Lawrence
- Scritto da: William F. Leicester

### Trama
- Guest star: James Coburn (Lank Balley), Robert Armstrong (Frank Fenway), Med Flory (Catcher), Claudia Barrett (Missie Fenway), Don Wilbanks (Till Foley), Steve Mitchell (Ory Task)

## Cornered
- Prima televisiva: 11 dicembre 1960
- Diretto da: Marc Lawrence
- Scritto da: Richard Matheson

### Trama
- Guest star: Frank DeKova (Jed Barker), Tom Troupe (Jim Barker), Dan Sheridan (Jake), Harrison Lewis (Blake), Guy Wilkerson (Phillips), Frank Kreig (Waters)

## Escape of Joe Kilmer
- Prima televisiva: 18 dicembre 1960
- Diretto da: Robert Sparr
- Soggetto di: Jules Schermer

### Trama
- Guest star: Lenore Roberts (Donna Killmer), Wynn Pearce (Al Killmer), Ken Lynch (Al Killmer), Joseph Ruskin (Reed Benton), Fred Carson (Killmer)

## Old Stefano
- Prima televisiva: 25 dicembre 1960
- Diretto da: Robert B. Sinclair
- Scritto da: Ric Hardman

### Trama
- Guest star: Vladimir Sokoloff (Old Stefano), Gregg Palmer (Tracy McNeil), John Qualen (Doc Shannon), Frank Mitchell (Hank Buel), Jim Galante (ragazzo)

## The Robbery
- Prima televisiva: 1º gennaio 1961
- Diretto da: Robert Altman
- Scritto da: Dean Riesner

### Trama
- Guest star: Hal Torey (Sam Deever), Warren J. Kemmerling (Tay Roach), Peter Miller (Lutie Roach), Robert Ridgely (tenente Davidson), Lee Turnbull (sergente Dooley)

## Firehouse Lil
- Prima televisiva: 8 gennaio 1961
- Diretto da: Leslie H. Martinson
- Scritto da: Ric Hardman

### Trama
- Guest star: Vinton Hayworth (Oren Slauson), Dan Sheridan (Jake), Sheldon Allman (Ed Dirckes), Louis Vestuto (Beefheart Simpson), I. Stanford Jolley (Wampus Jack), Jan Stine (Little Britches), Ray Reese (Fire Runner)

## The Frame-Up
- Prima televisiva: 15 gennaio 1961
- Diretto da: Marc Lawrence
- Scritto da: John Tomerlin

### Trama
- Guest star: Randy Stuart (Jessica Kindle), Dabbs Greer (Les Courtney), Ric Roman (Charles Belmont), William Mims (Rich Mathews), Dan Sheridan (Jake), Harry Cheshire (giudice Trager), Grady Sutton (Ben Toomey), Bo Lee (Gambler)

## Marked Man
- Prima televisiva: 22 gennaio 1961
- Diretto da: Marc Lawrence
- Soggetto di: Victoria Schermer, Peter Schermer

### Trama
- Guest star: Andrew Duggan (Tod Larson), Miranda Jones (Muriel Hanley), Dan Sheridan (Jake), Jeff De Benning (Ross Darby), Douglas Odney (Arnie Steele)

## The Squatters
- Prima televisiva: 29 gennaio 1961
- Diretto da: Marc Lawrence
- Scritto da: William F. Leicester

### Trama
- Guest star: DeForest Kelley (Bent Carr), Nina Shipman (Molly Prentice), Tom Gilson (Stape), King Calder (Ad Prentice), Hal K. Dawson (Fane), Stephen Ellsworth (dottore), Bob Ross (Albie), Dan Sheridan (Jake)

## Homecoming
- Prima televisiva: 5 febbraio 1961
- Diretto da: Robert B. Sinclair
- Scritto da: Richard Matheson

### Trama
- Guest star: Marc Lawrence (Frank Walker), Ray Stricklyn (Eddy Walker), Adrienne Marden (Mary Walker), Freeman Lusk (Warden), James Parnell (guardia)

## Hassayampa
- Prima televisiva: 12 febbraio 1961
- Diretto da: Marc Lawrence
- Scritto da: Ric Hardman

### Trama
- Guest star: John Anderson (Hassayama Edwards), George D. Wallace (Clyde Morton), Don 'Red' Barry (Dusty McCade), Dan Sheridan (Jake), Harry Cheshire (giudice (Judge Trager), Gail Bonney (donna), Charles Horvath (Bouncer), Chuck Hicks (Bouncer)

## The Promoter
- Prima televisiva: 19 febbraio 1961
- Diretto da: Leslie H. Martinson
- Scritto da: Howard Browne

### Trama
- Guest star: John van Dreelen (Malcolm Tyler DeVries), Frank Gerstle (David Ferris), Don Beddoe (Simon Rodgers), J. Edward McKinley (Clifford North), Dan Sheridan (Jake), Grady Sutton (Ben Toomey), Lee Sands (Adolph Hagan), Anne Loos (Mrs. Ferris), Doug Carlson (Hank)

## Detweiler's Kid
- Prima televisiva: 26 febbraio 1961
- Diretto da: Marc Lawrence
- Scritto da: Ric Hardman

### Trama
- Guest star: Joyce Meadows (Elfreida Detweiler), Otto Waldis (vecchio Detweiler), Chad Everett (Jim Austin), Dan Sheridan (Jake), Harry Cheshire (giudice Trager), Harrison Lewis (Blake)

## The Inheritance
- Prima televisiva: 5 marzo 1961
- Diretto da: Marc Lawrence
- Scritto da: John Tomerlin

### Trama
- Guest star: Will Wright (Tecumsah Pruitt), Rex Holman (Owlie Pruitt), Lurene Tuttle (Mrs. Pruitt), Fuzzy Knight (Mr. Morris), Guy Wilkerson (Slim), Harrison Lewis (Luke Blake)

## Blue Boss and Willie Shay
- Prima televisiva: 12 marzo 1961
- Diretto da: Stuart Heisler
- Scritto da: Ric Hardman

### Trama
- Guest star: Richard Jaeckel (Al Janaker), James Waters (James Waters), Sammy Davis, Jr. (Sammy Davis Jr.)

## The Man from New York
- Prima televisiva: 19 marzo 1961
- Diretto da: Jim Faris
- Scritto da: Hendrik Vollaerts

### Trama
- Guest star: Mike Road (tenente della polizia Foster), Richard Arlen (Fred Stiles), Sheila Bromley (Winnie Stiles), John Cliff (Dawson), James Waters (Pres Baker), Doug Carlson (Waddie)

## Mark of Cain
- Prima televisiva: 26 marzo 1961
- Diretto da: Marc Lawrence
- Scritto da: Paul Savage

### Trama
- Guest star: Coleen Gray (Rena Kennedy), John Kellogg (Chad Kennedy), Theodore Newton (Aaron Kennedy), Dan Sheridan (Jake), James Waters (Bates), Fred Sherman (Streeter), Bruce MacFarlane (Cooper)

## Fugitive
- Prima televisiva: 2 aprile 1961
- Diretto da: Marc Lawrence
- Soggetto di: John Downing

### Trama
- Guest star: Catherine McLeod (Meg Cormack), Keith Richards (Casey Cormack), Dorothy Konrad (Mrs. Fields), Baynes Barron (Carver), Michael Davis (Joey Cormack), Dan Sheridan (Jake), Emile Avery (cittadino), Kansas Moehring (cittadino)

## The Persecuted
- Prima televisiva: 9 aprile 1961
- Diretto da: Richard C. Sarafian
- Scritto da: Leonard Paul Smith

### Trama
- Guest star: Adam Williams (Burley Keller), Jean Willes (Annie (Annie Keller), Joseph Gallison (Roy (Roy Barns,) (Evan McCord), Dan Sheridan (Jake), Jeff Morris (Bob Turner), Sandy McPeak (Ted Turner), Fred Crane (rappresentante giuria), Sailor Vincent (spettatore processo)

## The Grubstake
- Prima televisiva: 16 aprile 1961
- Diretto da: Robert B. Sinclair
- Scritto da: Ric Hardman, Marc McCarty

### Trama
- Guest star: Heather Angel (Stephanie Collins), Frank Ferguson (Rainbow Jack (A.J. Rambeau), Phillip Terry (Clayton Rambeau), Robert Cornthwaite (Edward Coughill), Dan Sheridan (Jake (Jake Summers), Diana Darrin (Saloon Gal), Jud Beaumont (minatore)

## Whiphand
- Prima televisiva: 23 aprile 1961
- Diretto da: Marc Lawrence
- Scritto da: Sheldon Stark

### Trama
- Guest star: Peggy McCay (Cassie Nickerson), Med Flory (Jed Pennyman), Leo Gordon (Bull Nickerson), Dan Sheridan (Jake), Jack Buetel (Ryder), Duane Grey (Slate), Jim Galante (uomo), James Horan (uomo), Kansas Moehring (cittadino)

## The Threat
- Prima televisiva: 30 aprile 1961
- Diretto da: Richard C. Sarafian
- Scritto da: John Tomerlin

### Trama
- Guest star: Whit Bissell (Edgar Chase), Don Kelly (Kurt Swan), Russ Conway (Herm Villiers), Walter Reed (James Chase), Dan Sheridan (Jake), Grady Sutton (Ben Toomey), Harry Wilson (Last Chance Saloon Bartender)

## The Trial
- Prima televisiva: 7 maggio 1961
- Diretto da: Marc Lawrence
- Scritto da: John Tomerlin

### Trama
- Guest star: Shirley Knight (Tendis Weston), Ray Teal (giudice Leonard Whitehall), Richard M. Sakal (Dexter Weston), Tim Graham (Charlie Weston), Claudia Bryar (Clara Weston), Don Wilbanks (Ed Pender), Grady Sutton (Ben Toomey), Slim Pickens (Barney)

## Blind Hate
- Prima televisiva: 14 maggio 1961
- Diretto da: Marc Lawrence
- Scritto da: Hendrik Vollaerts

### Trama
- Guest star: Mala Powers (Lucy Pastor), Jason Evers (Shag Warner), Ted de Corsia (Lem Pastor), John Qualen (Doc Shea), Craig Marshall (Lorman Pastor), Cherrill Lynn (Deborah Pastor)

## The Break-In
- Prima televisiva: 21 maggio 1961
- Diretto da: Richard C. Sarafian
- Scritto da: Montgomery Pittman

### Trama
- Guest star: Sheldon Allman (Gard Washington), Maurice Manson (Harold G. Berliner), Chubby Johnson (Cactus Gates), James Anderson (Ed Hill), Grady Sutton (Ben Toomey), Kansas Moehring (frequentatore bar)

## Conditional Surrender
- Prima televisiva: 28 maggio 1961
- Diretto da: Marc Lawrence
- Scritto da: Walter Wagner

### Trama
- Guest star: Claire Griswold (Iona Beason), Robert F. Simon (Pa Beason), Hampton Fancher (Lester Beason), Tyler MacDuff (Ernie Beason), Grady Sutton (Ben Toomey)

## Cold Fear
- Prima televisiva: 4 giugno 1961
- Diretto da: Richard C. Sarafian
- Scritto da: Hendrik Vollaerts

### Trama
- Guest star: Frank Overton (Frank Overton), Margaret Field (Ann Turner), Chris Alcaide (Lou Quade), Jered Barclay (Bert Quade), Dan Sheridan (Jake), Kansas Moehring (frequentatore bar), Jack Perrin (frequentatore bar)

## The Promise
- Prima televisiva: 11 giugno 1961
- Diretto da: Irving J. Moore
- Scritto da: John D. F. Black

### Trama
- Guest star: Don Haggerty (Simm Bracque), Ken Lynch (Jed Barrister), Carolyn Komant (Nancy Fuller), Dan Sheridan (Jake), Robert Palmer (Geoff Washburn), Stuart Randall (colonnello Strappin), Charles Tannen (Hardy Albrecht), Harry Woods (Charley Hames), Edward Faulkner (caporale Hayden), Kansas Moehring (cittadino)